# Spergula arvensis
Spergule des champs
Espèce
Spergula arvensis, la Spergule des champs, Spargoute des champs, Espargoutte des champs, Spargelle, est une espèce de plantes herbacées du genre Spergula et de la famille des Caryophyllacées.

## Description
- Fleurs à petits pétales blancs, disposées en cymes bipares irrégulières.
- Le fruit est une capsule ovoïde à 5 dents et aux nombreuses graines noires dont le rebord est marqué de ponctuations.
- Cotylédons filiformes, cylindriques.
- Feuilles toutes semblables sillonnées sur la face inférieure. Glabres le plus souvent.

## Distribution et écologie
- Espèce autrefois cultivée sur les terres maigres, sous le nom de fourrage de disette.
- Plante annuelle répandue en France continentale. Peu fréquente (en régression probable à la suite des méthodes agriculturales modernes).
- Floraison de mai à octobre. On peut la trouver dans les grandes cultures, les vignes et les champs.
- S'élève jusqu'à 1 300 m.
- Se développe sur sols exclusivement légers, sableux, siliceux, secs, acides et peu fertiles.

## Liste des sous-espèces et variétés
Selon Catalogue of Life (8 août 2014) :
- sous-espèce Spergula arvensis subsp. arvensis
- sous-espèce Spergula arvensis subsp. chieusseana
- sous-espèce Spergula arvensis subsp. gracilis
- sous-espèce Spergula arvensis subsp. nana

Selon The Plant List (8 août 2014) :
- sous-espèce Spergula arvensis subsp. chieusseana (Pomel) Briq.
- sous-espèce Spergula arvensis subsp. gracilis (E.Petit) Briq.

Selon Tropicos (8 août 2014) (Attention liste brute contenant possiblement des synonymes) :
- sous-espèce Spergula arvensis subsp. arvensis
- sous-espèce Spergula arvensis subsp. chieusseana (Pomel) Briq.
- sous-espèce Spergula arvensis subsp. gracilis (E. Petit) Briq.
- sous-espèce Spergula arvensis subsp. maxima (Weihe ex Boenn.) O. Schwartz
- sous-espèce Spergula arvensis subsp. sativa (Boenn.) Čelak.
- sous-espèce Spergula arvensis subsp. vulgaris O. Schwartz
- variété Spergula arvensis var. arvensis
- variété Spergula arvensis var. gracilis E. Petit
- variété Spergula arvensis var. maxima (Weihe ex Boenn.) Rohrb.
- variété Spergula arvensis var. sativa (Boenn.) Mert. & W.D.J. Koch